# Josip Dobroslav Božić
Josip Dobroslav Božić (Potočani, 11. rujna 1860. – Steelton, 17. siječnja 1900.) bio je hrvatski katolički svećenik i književnik.

## Životopis
Od 1869. polazio je osnovnu školu polazio u Potočanima. Trgovački je nauk započeo u Odžaku te nastavio u Bosanskom Šamcu. Godine 1874. školuje se u franjevačkom samostanu u Plehanu, a od sljedeće godine u Kraljevoj Sutjesci. Filozofske i teološke studije pohađao je 1877. u Plehanu i Tolisi, a od 1880. u Ostrogonu.
Zbog širenja panslavističkih ideja osuđen je od mađarskoga redovničkog starješinstva te je u studenom 1881. pobjegao s par bosanskih đaka u Bosnu. Po kazni biva smješten 1882. u samostan u Gučoj Gori. Za svećenika je zaređen 1883. u Sarajevu. Službovao je kao kapelan i vjeroučitelj u Derventi.
Godine 1885. za vrijeme boravka cara Franje Josipa I. u Požegi osumnjičen je da je po seljačkim starješinama poslao spomenicu u kojoj je opisao težak položaj bosanskih kmetova. Zbog toga je na zahtjev austrijskih vlasti kažnjen i zatvoren u samostanu Plehanu te zatim u Kraljevoj Sutjesci. Zbog svoje je djelatnosti premješten u Žeravac te u Plehan, a sredinom 1890. u samostan Trošan kod Lješa u Albaniji gdje je bio učitelj u franjevačkom kolegiju. Ubrzo ga starješinstvo vraća u Bosnu te je ubrzo zamolio dopuštenje u Rimu da ode misionariti u Kinu, što mu je odbijeno. Nakon što mu je zabranjeno pisanje i djelovanje izašao je iz franjevačkog reda te postao biskupijski svećenik te je na poziv američkih Hrvata i uz pomoć biskupa Strossmayera otišao 1894. u SAD.
Tamo je osnovao prvu hrvatsku katoličku župu i izgradio crkvu u Alleghenyju u Pittsburghu. Bio je suvlasnik i suradnik hrvatskog iseljeničkog lista Danica. Godine 1898. odlazi u Steelton gdje podiže crkvu i školu.

### Članci
- Stipčević-Despotović, Anđelka. 1989. Božić, Josip Dobroslav. Hrvatski biografski leksikon. Zagreb.  journal zahtijeva |journal= (pomoć)